# Новая улица (Москва)
Но́вая улица (название утверждено 26 августа 1980 года) — улица в районе Западное Дегунино Северного административного округа Москвы.

## Происхождение названия
Названа так в начале XX века, когда эта улица была более новая, чем соседние.

## Описание
Новая улица начинается от Ангарской улицы, являясь продолжением Путейской улицы,  пересекает Весеннюю улицу, затем после поворота на 90 градусов на северо-запад заканчивается примыканием к Базовской улице.